# Il Volo
Il Volo (izgovorjava [il ˈvoːlo]), je italijanski glasbeni operni trio.

## Kariera
Trio sestavljata tenorista Piero Barone in Ignazio Booschetto ter baritonist Gianluca Ginoble. Njihova kariera se je začela v glasbeni oddaji, kjer so prepričali glasbenega producenta Tonyja Renisa,  ki jim je ponudil pogodbo z njegovo založniško hišo.
Na Pesmi Evrovizije 2015 so zastopali Italijo s pesmijo Grande Amore in osvojili daleč največ glasov gledalcev. Skupno so zaradi slabših točk strokovne žirije zasedli tretje mesto. Izdali so sedem studijskih albumov. Najnovejši album je posvečen Enniu Morriconeju z naslovom Il Volo Sings Morricone.

## Diskografija
- Il Volo (2010)
- We Are Love (2012)
- Buon Natale: The Christmas Album (2013)
- Grande Amore // Grande Amore International Version // L'amore Si Muove (2015)
- Ámame (2018)
- Musica (2019)
- Il Volo Sings Morricone (2021)

## Člani
- Ignazio Boschetto 
 (rojen 4. oktobra 1994 v Bologni)
- Gianluca Ginoble 
(rojen 11. februarja 1995 v Abruzzo)
- Piero Barone 
(rojen 24. junija 1993 na Sicilija) [2]